# Juhas

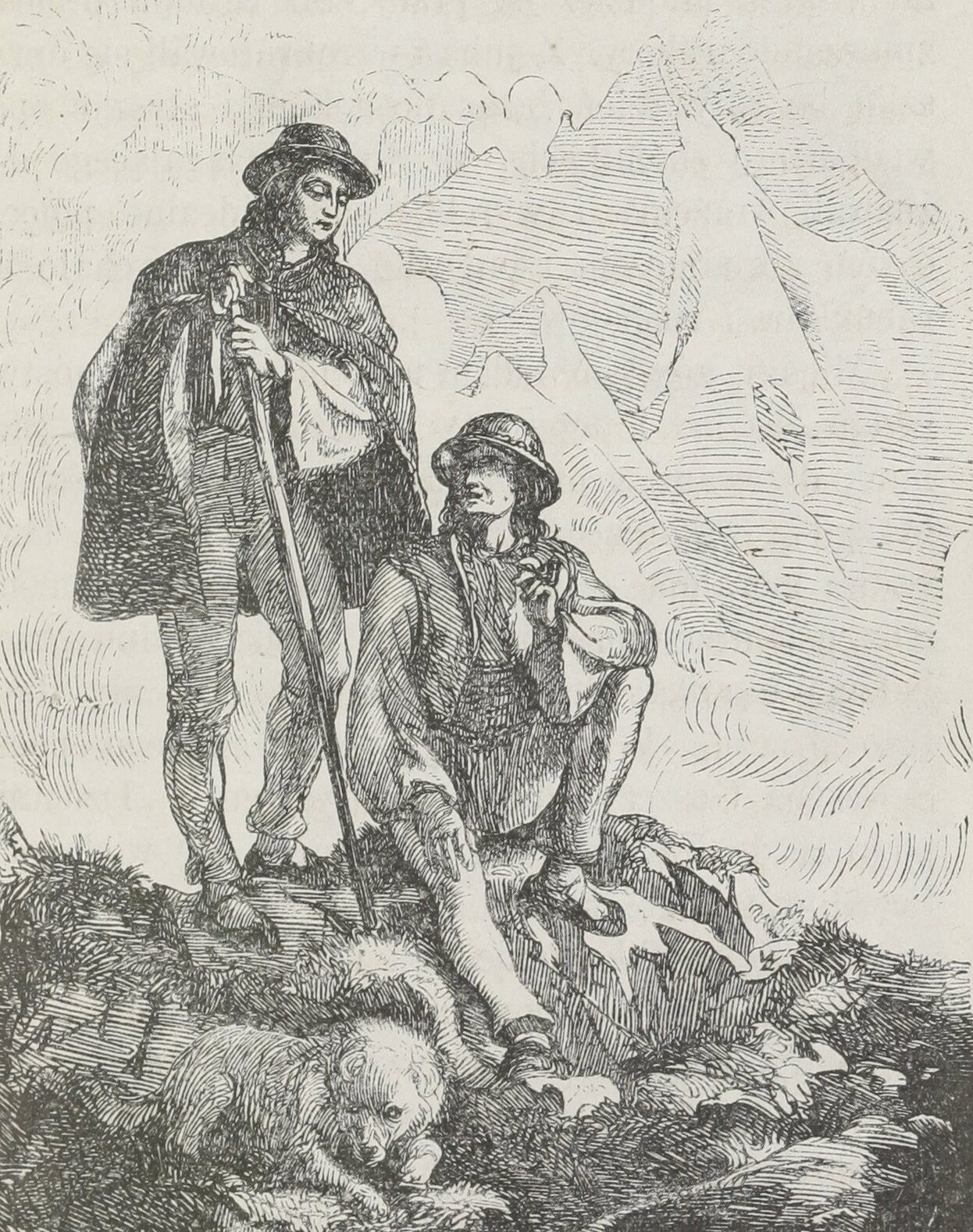
„Juhasy” – ilustracja Walerego Eljasza-Radzikowskiego

Juhas (gwarowo wałach – zapożyczenie z rumuńskiego) – młodszy pomocnik bacy podczas wypasu owiec. Termin ten występuje na terenie Tatr i Beskidów.
Baca zazwyczaj szukał juhasów poprzez rodzinę, znajomych i zawierał z nimi umowę zwaną zjednaniem lub pojednaniem. Słowo pochodzi z języka węgierskiego juhász – owczarz. Seweryn Goszczyński w swym pisanym w 1832 r. „Dzienniku podróży do Tatrów” w zamieszczonym tam „Słowniczku języka Podhalan” podawał: Juhas – pasterz chodzący około trzody przez czas letniego jej przebywania w górach. Spotykana czasami w literaturze forma żeńska juhaska jest wczesnym (już XIX-wiecznym) jest wymysłem literatów i jest błędna – w Tatrach dziewczęta nigdy nie wypasały owiec, zaś te pasące krowy nazywane były pasterkami.
Juhasi zobowiązani byli do pracy na hali przez cały sezon, chociaż czasem byli zwalniani z obowiązków na 1 lub 2 dni albo na czas sianokosów, czyli zwykle w początkach sierpnia. Normalnym zarobkiem juhasów był jeden oscypek za dzień pracy. Jeśli zdarzyło im się uciec przed zakończeniem wypasu, otrzymywali zapłatę tylko za liczbę dni przepracowanych. Dodatkowo otrzymywali od bacy tytoń do palenia oraz wyżywienie. Czasem zdarzało się, że juhasi otrzymywali buty bądź kierpce (np. tak było na szałasach w Dolinie Chochołowskiej, Olczyskiej czy Pięciu Stawów Polskich).
W pierwszej połowie XX w. na jednego juhasa przypadało średnio 100 owiec.

## Status prawny w Polsce
Zawody juhasa i bacy zostały wpisane na listę zawodów w Polsce za sprawą rozporządzenia ministra pracy i polityki społecznej z 27 kwietnia 2010 r. Juhasa zaklasyfikowano do grupy zawodów „rolnicy produkcji roślinnej i zwierzęcej”.